# Las Vertientes (Chile)
Las Vertientes es un pequeño poblado, ubicado a 30 kilómetros de Santiago de Chile, en la comuna de San José de Maipo. 
Se encuentra entre los pueblos de La Obra y El Canelo, contando con numerosas viviendas de veraneo y centros turísticos, principalmente en el sector del Estero Quempo.